# Katedra św. Marcina w Bratysławie

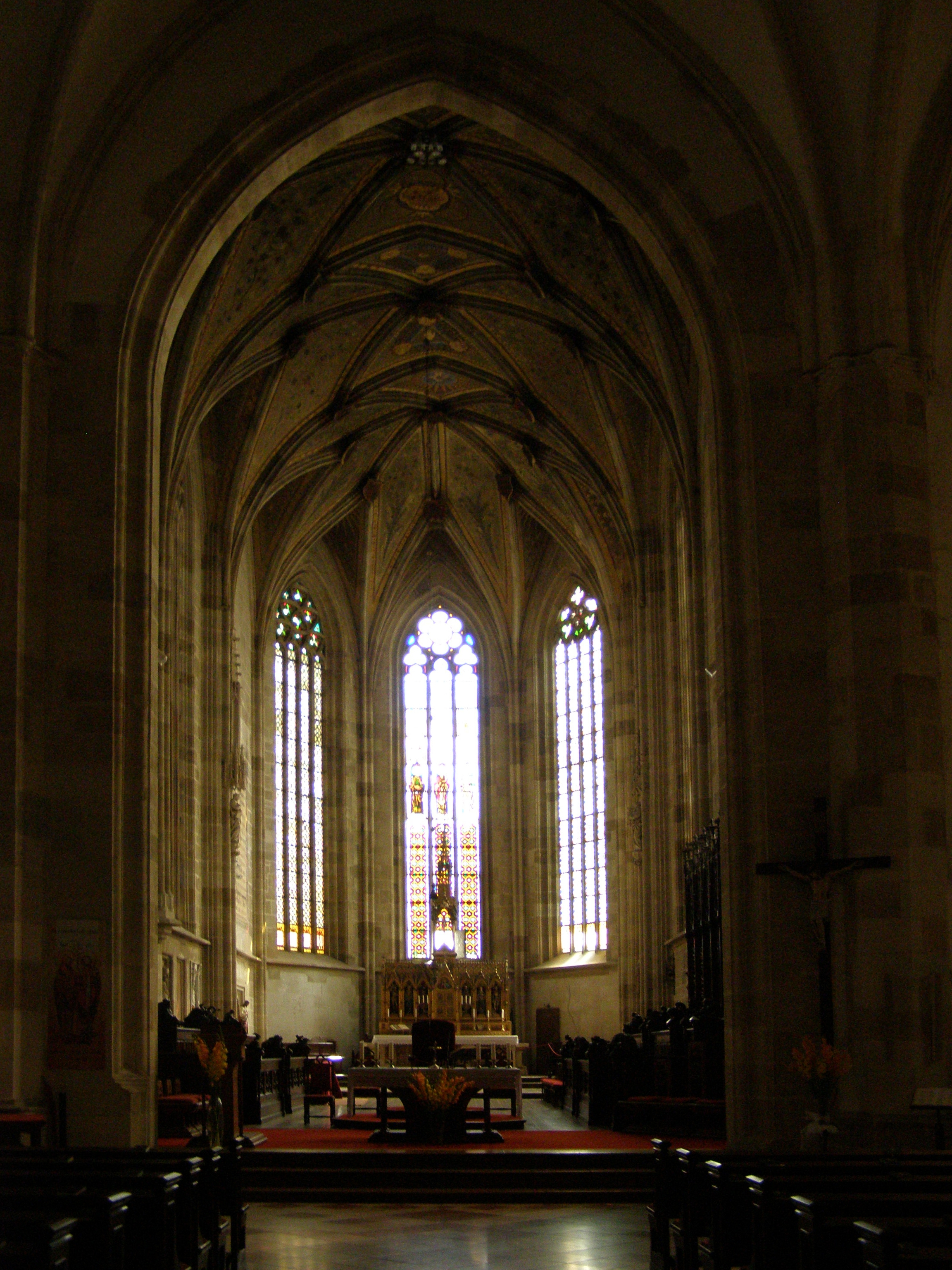
Wnętrze katedry

Katedra św. Marcina (do 2008 Konkatedra św. Marcina, słow. Katedrála svätého Martina, do 2008 Konkatedrála svätého Martina, wcześniej Dóm svätého Martina, niem. Kathedrale des Heiligen Martin, wcześniej Konkathedrale des Heiligen Martins, Martinsdom, węg. Szent Márton-dóm, Koronázó templom lub Szent Márton Székesegyház) – największy i najważniejszy kościół w stolicy Słowacji Bratysławie, położony w centrum miasta, tuż przy ruchliwej ulicy Staromiejskiej. Przez 300 lat była kościołem koronacyjnym monarchów węgierskich.

## Historia
W XIII wieku papież Innocenty III pozwolił przenieść kapitułę z zamku do miasta. Powstała wówczas gotycka, trójnawowa świątynia, którą wznoszono na przełomie XIII i XIV wieku, w miejscu dawnego kościoła romańskiego. Uroczysta konsekracja miała miejsce dopiero w 1452 r., gdyż wcześniej kościół był kilkakrotnie niszczony (głównie podczas wojen prowadzonych przez Przemysła Ottokara II). W ciągu kolejnych wieków obiekt był przebudowywany. W czasach baroku wymieniono m.in. witraże. Dzisiejszy wygląd to efekt XIX-wiecznych prac rekonstrukcyjnych (w latach 1869–1877 dokonano regotyzacji budowli).
Najbardziej charakterystycznym elementem kościoła jest wysoka na 85 metrów wieża, będąca w przeszłości częścią średniowiecznych murów miejskich Bratysławy. Po pożarze barokowego zwieńczenia wieży w 1833 r. dodano strzelisty hełm ze złoconą repliką Korony św. Stefana. Waży ona 300 kilogramów i spoczywa na pozłacanej poduszce o powierzchni 2 na 2 metry. W przeszłości wieża kościelna częściej padała ofiarą różnych kataklizmów, m.in. uderzeń pioruna. Pierwsza replika korony św. Stefana znalazła się na wieży już w 1760 r., jednak padła ofiarą pożaru wraz z całym zwieńczeniem.
Po zajęciu Węgier przez wojska tureckie Bratysława pełniła funkcję stolicy Królestwa, a katedra została kościołem koronacyjnym królów węgierskich. W latach 1563–1830 odbyło się tutaj 11 koronacji królów i 8 królowych (m.in. Marii Teresy). Ostatnim koronowanym monarchą był Ferdynand I Habsburg, jego dwaj następcy zostali już namaszczeni na królów w Budapeszcie.
W XIX wieku przy katedrze działało towarzystwo muzyczne oraz orkiestra, której dyrygentem był Ferenc Liszt. Pomnik tego artysty znajduje się na południowej ścianie kościoła.
W okresie rządów komunistycznych tuż obok kościoła powstała dwupasmowa droga (nazwana, jak na ironię, Staromiejską), pod budowę której wyburzono wiele zabytkowych budynków bratysławskiej dzielnicy żydowskiej, m.in. Synagogę Neologiczną – przykład architektury mauretańskiej. Podczas budowy naruszono konstrukcję katedry, a jezdnia właściwie styka się z murami budynku.

## Wystrój wnętrza
Wnętrze świątyni w głównej mierze jest neogotyckie, choć znajdują się w nim także zabytki z innych epok. Niewiele pozostało z oryginalnego wyposażenia.
Najstarsza kaplica – św. Józefa – pochodzi z początku XIII wieku, jeszcze ze świątyni romańskiej. Gotyckie kaplice to św. Anny z XV wieku oraz kaplica, w której została pochowana Zofia Bawarska, królowa Czech i Węgier. W XVIII wieku powstała barokowa kaplica pod wezwaniem św. Jana Jałmużnika, zaprojektowaną podobno przez Johanna Lucasa Hildebrandta, mistrza wiedeńskiego. Kaplica zdobiona jest rzeźbami innego sławnego Austriaka z tamtego okresu – Georga Donnera. Wystrój dopełnia barokowy ołtarz ze srebrną trumną, kryjącą szczątki świętego. Pod kaplicą znajduje się krypta, w której pochowano czterech prymasów Węgier: 1745 – Imre Eszterházy, 1757 – Miklós Csáky, 1765 – Ferenc Barkóczy, 1799 – József Batthyány. Ogólnie w świątyni spoczęło ośmiu węgierskich prymasów; oprócz powyższych: Péter Pázmány, György Lippay, György Széchényi i Christian August of Saxe-Zeitz.
W kaplicy św. Anny znajduje się wejście do katakumb, w których pochowano m.in. członków arystokratycznej rodziny Pálffych (m.in. János Pálffy, palatyn Węgier).
Szczególnie cenny jest brązowy posąg patrona świątyni, świętego Marcina, wyrzeźbiony przez Donnera. Stoi w południowo-wschodnim kącie nawy głównej. W przeszłości znajdował się w głównym ołtarzu – obecny pochodzi z 1864 r., a jego autorem jest wiedeńczyk Johann Hutterer.
Witraże znajdujące się w oknach pochodzą z drugiej połowy XIX wieku.

## Czasy współczesne

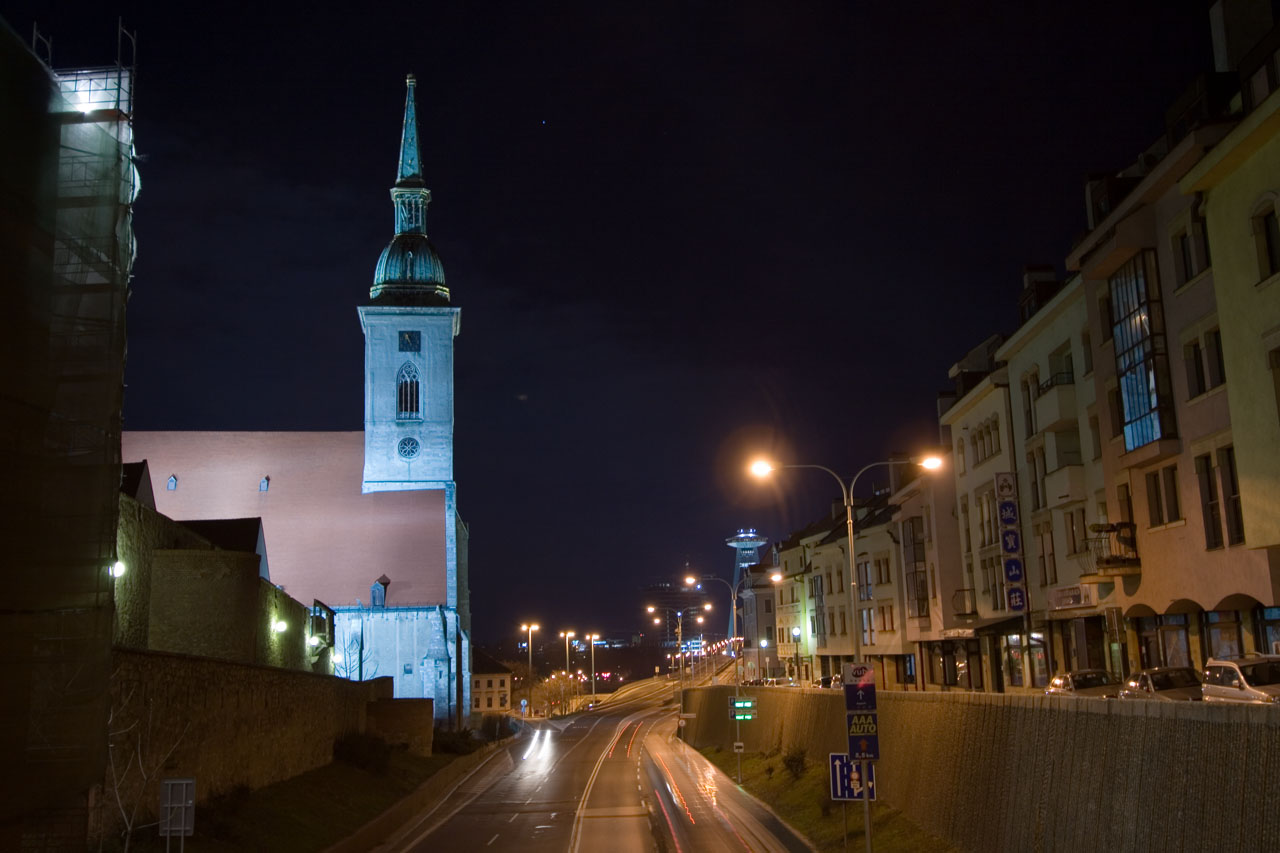
Wygląd katedry z zewnątrz

Do lutego 2008 r. świątynia była główną siedzibą arcybiskupstwa Bratysława-Trnawa (do 1995 r. była to diecezja trnavska, w tym też roku kościół uzyskał tytuł konkatedry). 8 marca 2008 kościół został podniesiony do godności archikatedry nowej archidiecezji bratysławskiej.
Od 11 listopada 2002 obiekt jest Narodowym Zabytkiem Kultury (národna kultúrna pamiatka).